# Bell Atlantic Tower
Bell Atlantic Tower (znany też pod nazwą Verizon Tower) – budynek w Filadelfii w USA. Budynek ten został zaprojektowany przez Kling Lindquist Partnership. Jego budowa zakończyła się w 1991 roku. Ma 225 metrów wysokości i 55 pięter. Jest wykorzystywany w celach biurowych. Został on wykonany w stylu postmodernistycznym. Jest to obecnie czwarty co do wysokości wieżowiec w Filadelfii, zaraz po Mellon Bank Center. W trakcie budowy jest prawie 300-metrowej wysokości Comcast Center, dlatego też niedługo Bell Atlantic Tower spadnie na 5 pozycję. Nigdy nie był na pierwszym miejscu.